# CBC 텔레비전
CBC 텔레비전(영어: CBC Television)은 캐나다의 공영 방송 캐나다 방송협회(CBC)의 영어 종합 텔레비전 방송 네트워크이다.
토론토에 본부를 두고 있으며, CBC가 보유한 캐나다 대부분의 지상파 텔레비전을 통하여 시청할 수 있다.
첫 빙송은 1952년 9월 6일에 시작하였다. 2005년 3월 5일에는 토론토(CBLT-DT)를 중심으로 HD 방송을 실시하였으며, 이후 2007년 가을에 CBC의 모든 뉴스가 HD화되었다.(캐나다에서 두번째) 2011년 9월 1일부터는 캐나다 전역에 아날로그 방송이 종료되고 디지털만을 방송하게 되었다.

## 주요 프로그램
- 더 내셔널 (The National) : 월~금,일요일 저녁 10시, 토요일 오후 6시에 방송되는 전국 종합 뉴스 프로그램.
- CBC 로컬 뉴스 (en:CBC Television local newscasts) : CBC의 각 지역 방송에서 자체적인 뉴스를 한다. 지역 시간대별로 오후 6시~6시 30분 또는 7시, 오후 11시 ~ 11시 10분 또는 11시 30분에 방송된다.
- 하키 나이트 인 캐나다 (en:Hockey Night in Canada) : 매주 토요일 밤에 방송되는 NHL 아이스하키 전문 프로그램.
- 몬스터 수학나라 (Monster Math Squad) : 애니메이션
- 쌍둥이 에디슨 (The Edison Twins) : 어린이 TV 시리즈물. 1982년~1986년에 방영.
- 에리카의 자아 찾기 (Being Erica) : 드라마
- 하트랜드 (Heartland) : 드라마
- 킴스 컨비니언스(Kim's Convenience) : 시트콤

## 같이 보기
- 캐나다 방송 협회
- 이시 라디오 캐나다 텔레
- CBC 라디오